# Trianthema
Trianthema (лат.) — род растений семейства Аизовые (Aizoaceae), подсемейства Sesuvioideae, трибы Sesuvieae.

## Название
Родовое научное название Trianthema происходит от греческих слов tri —«три» и anthemon —«цветок», в связи с группами из трех цветков у некоторых видов.

## Ботаническое описание
Представители рода могут быть травами или кустарниками, однолетними или многолетними. Их корни мочковатые, а стебли обычно стелющиеся, раскидистые, ветвистые от основания, иногда даже деревянистые. Листья супротивные, имеют черешки; прилистники прикреплены к краю черешка, двузубчатые. Форма листовой пластинки может быть цилиндрической или плоской, с основанием, заостренным и цельными краями.

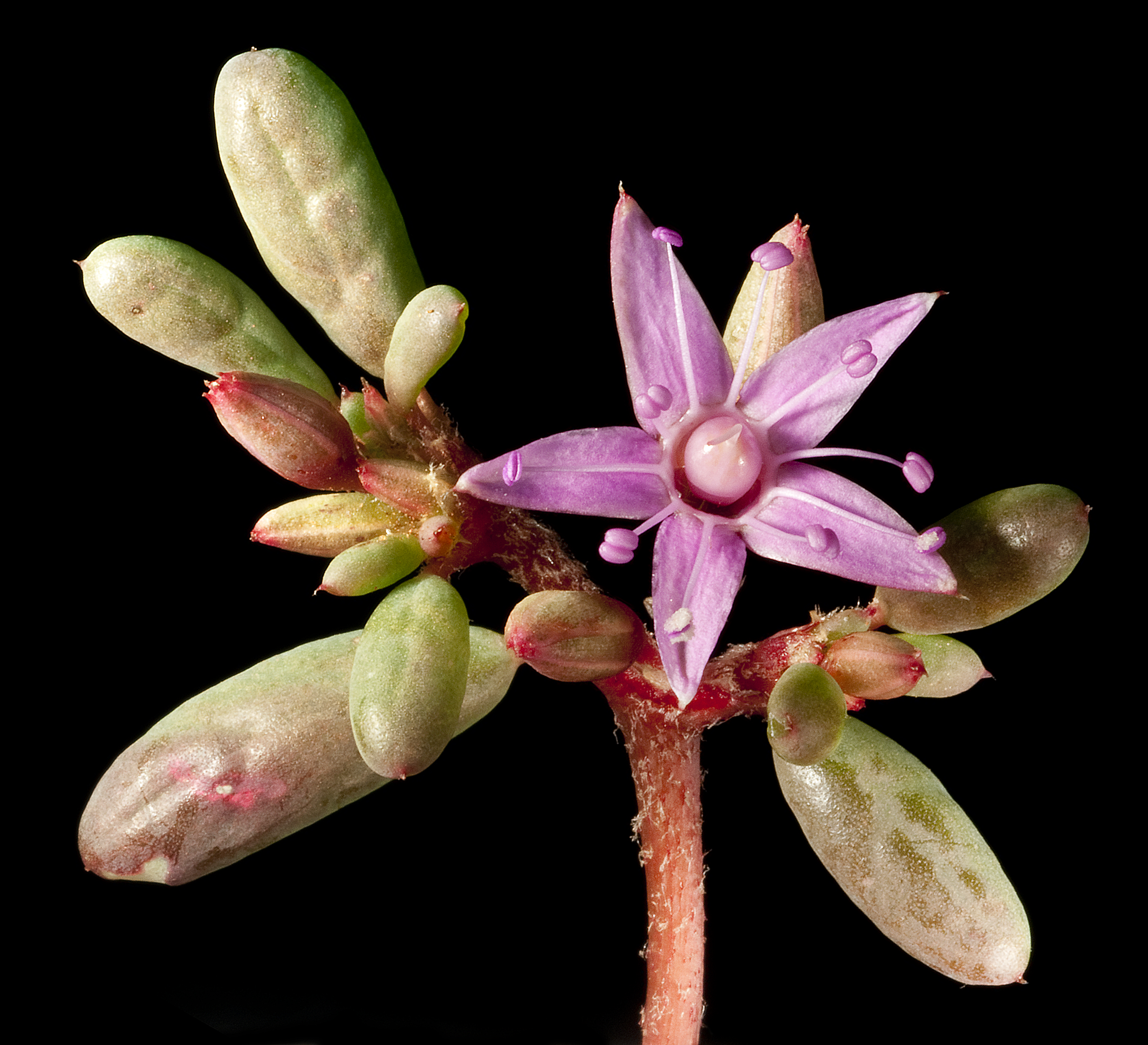
Цветок

Соцветия находятся в пазухах листьев, цветки могут быть одиночными или собраны в соцветия. Прицветники имеют форму листков, и их обычно два. Цветки невзрачные и имеют диаметр около 4 мм. Чашечка состоит из пяти лопастей. Тычинок от 5 до 10 (иногда до 20). Пестик двухплодолистный, с верхней завязью и одним или двумя плацентами у основания. Семязачатки насчитывают от 1 до 12. Плодовые коробочки раскрываются округло у основания и имеют плоскую, яйцевидную или шаровидную, крылатую или мукроновую жаберную крышку. Семена могут быть от коричневого до черного цвета, иметь ребристую, треугольную, шаровидную или почковидную форму.

## Распространение
Северная Америка, Мексика, Центральная Америка, Южная Америка, Азия, Африка, Австралия.

## Таксономия
Trianthema L., первое упоминание в Sp. Pl.: 223. 1753.

### Синонимы
- Trianthema sect. Rocama (Forssk.) DC.
- Ancistrostigma Fenzl
- Portulacastrum Juss. ex Medik.
- Racoma Willd. ex Steud.
- Reme Adans.

### Виды
Согласно данным сайта WFO Plantlist на июнь 2023 года, род состоит из 2 подродов и 32 видов:
- Trianthema subgen. Papularia (Forssk.) C.Jeffrey
  - Trianthema argentina Hunz. & A.A.Cocucci
  - Trianthema clavata (J.M.Black) H.E.K.Hartmann & Liede
  - Trianthema corallicola H.E.K.Hartmann & Liede
  - Trianthema corymbosa (E.Mey. ex Sond.) H.E.K.Hartmann & Liede
  - Trianthema crystallina (Forssk.) Vahl
  - Trianthema hereroense Schinz
  - Trianthema mozambiquensis H.E.K.Hartmann & Liede
  - Trianthema pakistanensis H.E.K.Hartmann & Liede
  - Trianthema parvifolia E.Mey. ex Sond.
  - Trianthema salsoloides Fenzl ex Oliv.
  - Trianthema sanguinea Volkens & Irmsch.
  - Trianthema sedifolia Vis.
  - Trianthema sheilae A.G.Mill. & J.A.Nyberg
  - Trianthema transvaalensis Schinz
  - Trianthema triquetra Willd. ex Spreng.
  - Trianthema ufoensis H.E.K.Hartmann & Liede
  - Trianthema vleiensis H.E.K.Hartmann & Liede

- Trianthema subgen. Trianthema
  - Trianthema ceratosepala Volkens & Irmsch.
  - Trianthema compacta C.T.White
  - Trianthema cussackiana F.Muell.
  - Trianthema cypseleoides (Fenzl) Benth.
  - Trianthema glossostigma F.Muell.
  - Trianthema hecatandra Wingf. & M.F.Newman
  - Trianthema kimberleyi Bittrich & K.M.Jenssen
  - Trianthema littorale Cordem.
  - Trianthema megasperma A.M.Prescott
  - Trianthema oxycalyptra F.Muell.
  - Trianthema patellitecta A.M.Prescott
  - Trianthema pilosa F.Muell.
  - Trianthema portulacastrum L. typus
  - Trianthema rhynchocalyptra F.Muell.
  - Trianthema turgidifolia F.Muell.